# Denizli

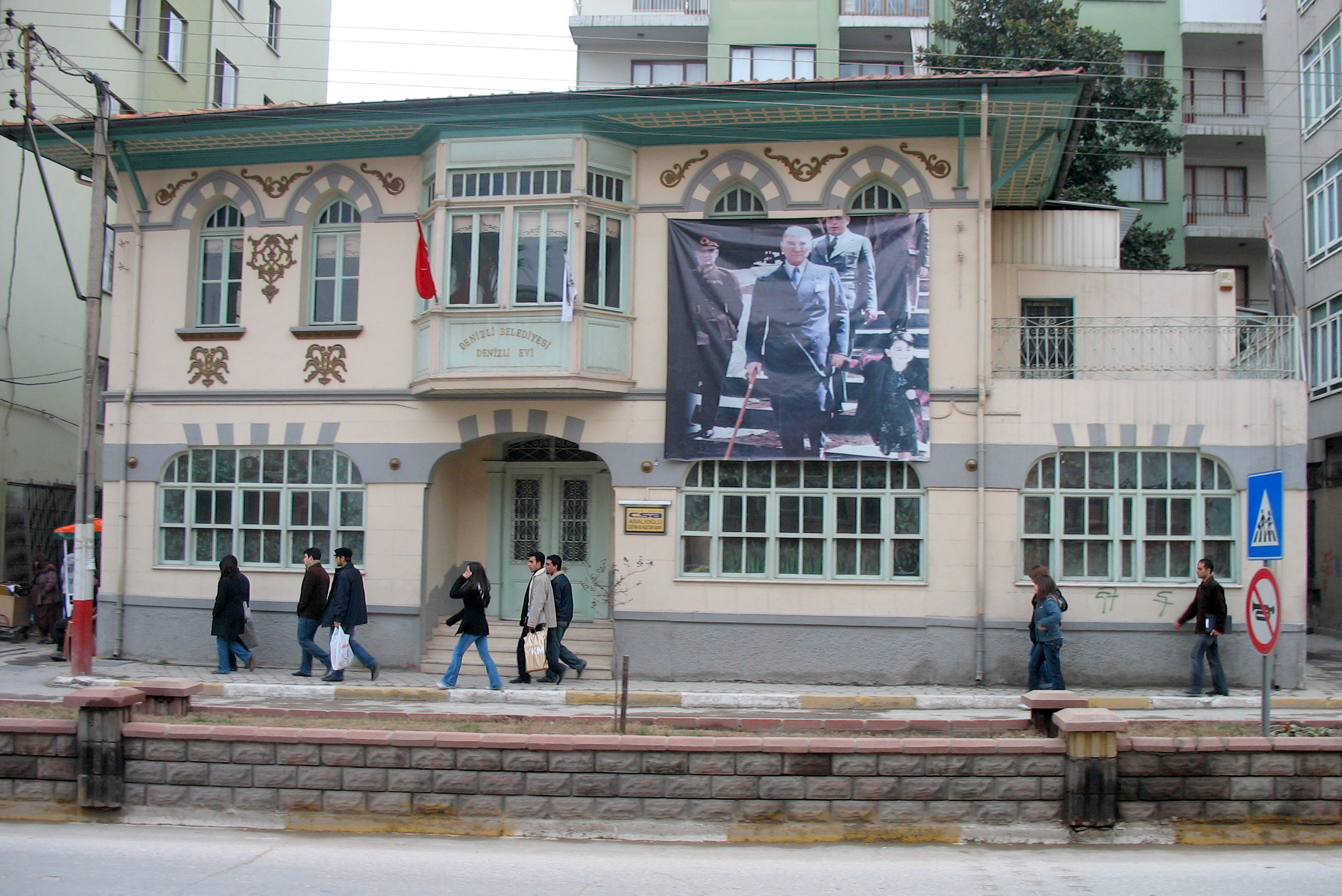
Edifício antigo, atualmente um restaurante

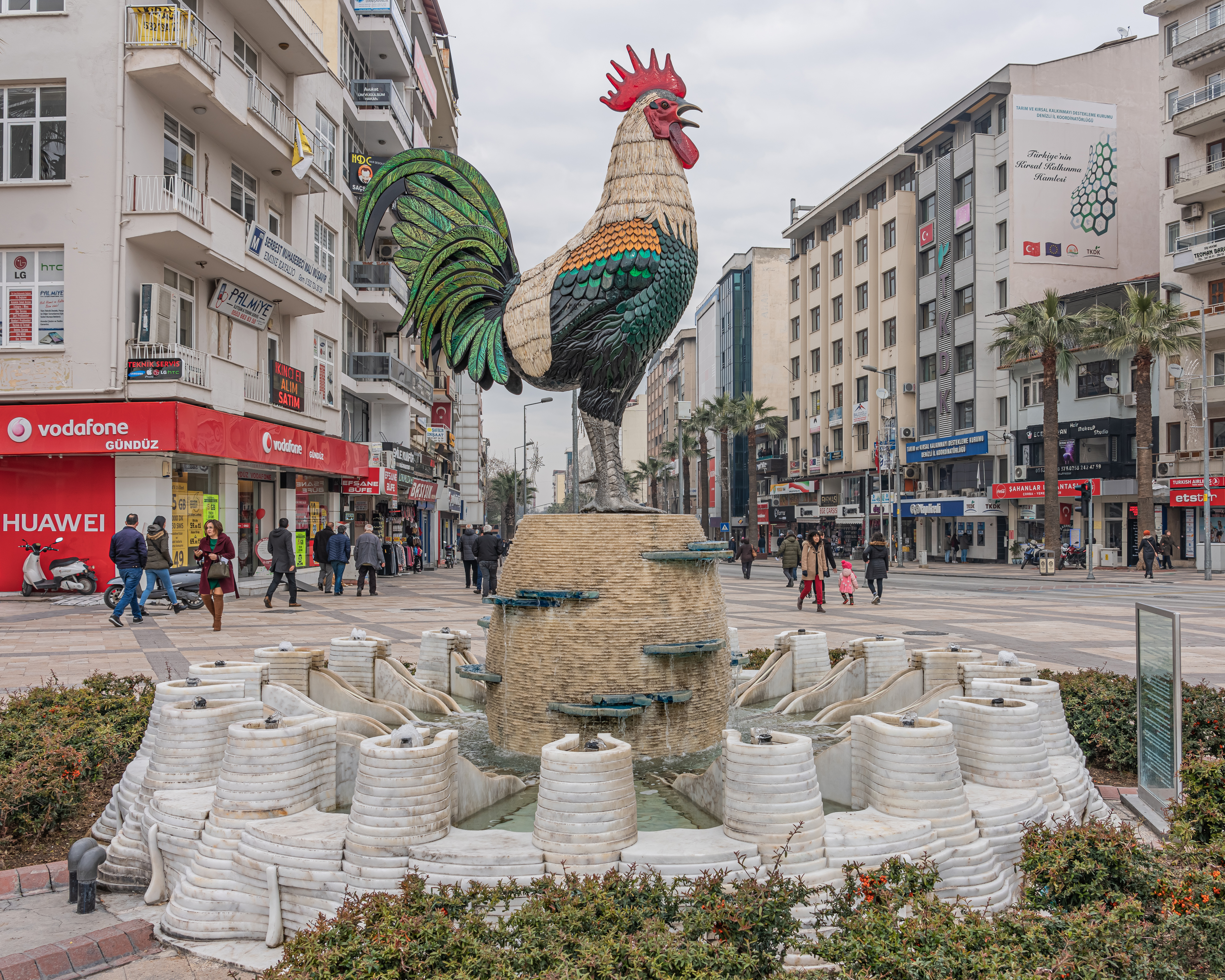
Estátua do galo de Denizli, o símbolo da cidade, numa das avenidas

Denizli é uma cidade e área metropolitana (em turco: büyükşehir belediyesi) do sudoeste da Turquia que é a capital da província homónima e faz parte da Região do Egeu. Até 2013 foi um distrito (em turco: ilçe), mas atualmente a área da cidade é constituída por dois distritos: o de Merkezefendi e o de Pamukkale. O conjunto deses distritos tem 1 159 km² de área e em 2021 tinha 677 072 habitantes (densidade: 584,2 hab./km²).
É uma cidade industrial, situada nas margens do rio Lico (em turco: Çürüksu Çayı), na extremidade oriental vale aluvial formado pelo rio Menderes (Meandro na Antiguidade), no sopé do monte Gökbel (2 308 m). Teve um desenvolvimento notável nas últimas décadas, sustentado sobretudo pela indústria têxtil e exportações. Tendo-se tornado um grande centro de manufatura focado na exportação, Denizli é frequentemente apontada com um dos melhores exemplos dos chamados "Tigres da Anatólia", devido ao seu elevado ritmo de desenvolvimento.

## Etimologia
A cidade recebeu o nome de Denizli Ladik ou simplesmente Ladik quando foi refundada pelos seljúcidas no local atual, no século XII ou XIII, sucedendo à Laodiceia no Lico greco-romana, cujas ruínas se encontram a um par de quilómetros do limite urbano norte. Denizli significa geralmente "à beira do mar" em turco, embora também possa significar "à beira de água". Não estando o mar tão próximo como isso, supõe-se que esse nome se relacione com a proximidade de lagos ou com as muitas fontes de água subterrânea. Ladik é provavelmente uma corruptela de Laodikeia (em turco: Laodikya). O nome teve diversas variações, havendo registos antigos referindo-se à cidade como Tenguzlug, Tonguzlug, Tunguzlu, Doûn Ghozloh ou Dongouzlou.

## História
A área de Denizli foi ocupada desde a Pré-história e nas suas proximidades existiram várias povoações na Antiguidade Clássica, dos quais os mais importantes são as cidades greco-romanas de Hierápolis e Laodiceia, as quais existiram até à era bizantina. Denizli é a sucessora da Laodiceia greco-romana, situada no que é hoje a aldeia de Eskihisar, 7 km a leste de Denizli. Laodiceia foi uma cidade próspera que sofreu o mesmo destino que o conjunto das cidades das províncias do Império Romano do Oriente: foi despovoada e atacada ao longo dos diversos sobressaltos políticos e militares que o Império Bizantino conheceu.
A seguir à primeira vaga de invasores turcos de 1071, os akıncı (cavalaria ligeira) turcomanos instalam-se nos arredores da cidade, o que provocou conflitos com os bizantinos e não permitiu o desenvolvimento da cidade. Em 1077 a região tornou-se uma possessão turca, sendo reconquistada em 1097 pelos bizantinos. Em 1102 é tomada pelos seljúcidas de Rum de Quilije Arslã I. Os bizantinos reconquistam a região em 1119. A Denizli atual foi fundada pelos seljúcidas perto da antiga Laodiceia. Os registos seljúcidas referem essa cidade como Ladik, uma corruptela de Laodiceia, mas noutras fontes também aparece com o nome de Tenguzlug, Tonguzlug, Tunguzlu, Doûn Ghozloh ou Dongouzlou. Os habitantes de Laodiceia foram transferidos para a nova cidade pelos seljúcidas.
Os cruzados passaram na região pela primeira vez em 1148. Frederico Barba-Ruiva tomou a cidade em 1190. Os seljúcidas reconquistaram-na em 1207, que algumas décadas depois entregaram o governo da cidade ao seus vassalos Germiyan. Em 1261 instalou-se na cidade o beilhique de Ladique (İnançoğulları), aparentados com os Germiyan. O beilhique declarou-se independente dos seljúcidas mas permaneceu vassalo dos mongóis do Ilcanato que tinham subjugado os seljúcidas. O beilhique de Ladique desapareceu em 1368, sendo absorvido pelo de Germiyan. Em 1391 estes submeteram-se ao sultão otomano Bajazeto I. O principado de Germiyan foi restaurado por Tamerlão em 1402 ou 1403, para ser definitivamente integrado no Império Otomano em 1429.
Em 1335, o viajante marroquino ibne Batuta visita o bei de Ladique. Ibne Batuta chama à cidade Tunguzlu, Doûn Ghozloh ou Dongouzlou, que significa, segundo ele, "cidade dos porcos" e conta que a cidade produz tecidos de algodão sem igual, que é habitada por numerosos gregos e reprova o modos devassos da população — até o cádi (juiz islâmico) da cidade tinha os escravos seus na prostituição.
A ocupação e integração otomana trouxeram definitivamente a paz à cidade, que no entanto não logra inverter a sua decadência.
No século XVII, o viajante turco Evliya Çelebi visitou Denizli e escreveu sobre ela:
| “ | A cidade é chamada "à beira mar" porque há diversos rios e lagos à sua volta. Na realidade, está a quatro dias de viagem do mar. A sua fortaleza é de forma quadrada e construída em terreno pano. Não tem fossos. O seu perímetro é de 470 passos. Tem quatro portas. Estas são: a porta dos pintores a norte, a porta dos fabricantes de selas a leste, a porta da mesquita nova a sul e a porta da vinha a oeste. Há cerca de 50 guardas armados na fortaleza. A parte principal da cidade é fora da fortaleza e tem 44 bairros e 3600 casas. Há 57 mesquitas pequenas e grandes e masjids de bairro, 7 madraças, 7 escolas primárias, 6 amãs e 17 tekkes. Como toda a gente vive nas vinhas, as classes mais altas e as pessoas comuns não fogem uns dos outros. | ” |
|   | — Evliya Çelebi . |   |

Passaram-se vários séculos sem que a cidade se visse envolvida em qualquer guerra de forma direta. Após a Primeira Grande Guerra, durante a Guerra de Independência Turca, as forças gregas chegaram a Sarayköy, uma vila 20 km a noroeste de Denizli, mas não se aventuraram a atacar a cidade, onde a resistência estava a ser preparada.
Até à instauração da república no século XX, Denizli é, segundo as palavras de Atatürk, «pouco mais é que uma aldeia». No entanto, no fim do século XIX, a linha de caminho-de-ferro Esmirna-Aidim é prolongada até Denizli, trazendo com ela algum desenvolvimento. Após a fundação da república, na década de 1920, a cidade transforma-se, com a criação de fábricas têxteis, fortemente impulsionadas pela iniciativa privada. A industrialização expande-se fortemente durante a segunda metade do século XX, fazendo de Denizli um dos principais centros industriais da Turquia, sobretudo nos ramos têxtil, mecânico e agro-alimentar. A cidade ainda está muito ligada ao mundo agrícola que a envolve e ao qual muita da sua atividade económica está ligada, nomeadamente a indústria do algodão.

## Clima
Denizli está situada na região egeia da Turquia, onde o clima não é uniforme e tampouco o é na província de Denizli. No centro da província, onde o a cidade se situa, predomina um clima de tipo continental, devido à região funcionar como uma espécie de corredor entre a beira-mar e o interior. As áreas mais interiores são mais frias e mais altas do que as regiões mais próximas do mar, a ocidente, e essas diferenças climáticas sentem-se até nas zonas urbanas de Denizli. A região está exposta aos ventos que veem do Mar Egeu devido às montanhas serem perpendiculares à costa.  Os verões são quentes e os invernos são chuvosos, tendendo a ser amenos, embora por vezes faça muito frio, não sendo rara a ocorrência de neve nas montanhas que rodeiam a cidade, que por vezes também cai nas zonas urbanas. A primavera e outono são chuvosas e de temperatura amena, por vezes quente.
| Dados climatológicos para Denizli | Dados climatológicos para Denizli | Dados climatológicos para Denizli | Dados climatológicos para Denizli | Dados climatológicos para Denizli | Dados climatológicos para Denizli | Dados climatológicos para Denizli | Dados climatológicos para Denizli | Dados climatológicos para Denizli | Dados climatológicos para Denizli | Dados climatológicos para Denizli | Dados climatológicos para Denizli | Dados climatológicos para Denizli | Dados climatológicos para Denizli |
| Mês                               | Jan                               | Fev                               | Mar                               | Abr                               | Mai                               | Jun                               | Jul                               | Ago                               | Set                               | Out                               | Nov                               | Dez                               | Ano                               |
| --------------------------------- | --------------------------------- | --------------------------------- | --------------------------------- | --------------------------------- | --------------------------------- | --------------------------------- | --------------------------------- | --------------------------------- | --------------------------------- | --------------------------------- | --------------------------------- | --------------------------------- | --------------------------------- |
| Temperatura máxima média (°C)     | 10                                | 10,6                              | 15                                | 20                                | 25                                | 30                                | 32,8                              | 32,8                              | 28,9                              | 19,4                              | 16,7                              | 10,6                              | 20,6                              |
| Temperatura mínima média (°C)     | 0,6                               | 1,7                               | 3,9                               | 7,8                               | 11,7                              | 15,6                              | 18,9                              | 17,8                              | 13,9                              | 10                                | 5,6                               | 2,8                               | 8,9                               |
| Precipitação (mm)                 | 91                                | 79                                | 64                                | 51                                | 38                                | 20                                | 15                                | 10                                | 15                                | 38                                | 53                                | 97                                | 572                               |
| Fonte: Weatherbase                |                                   |                                   |                                   |                                   |                                   |                                   |                                   |                                   |                                   |                                   |                                   |                                   |                                   |

## Turismo

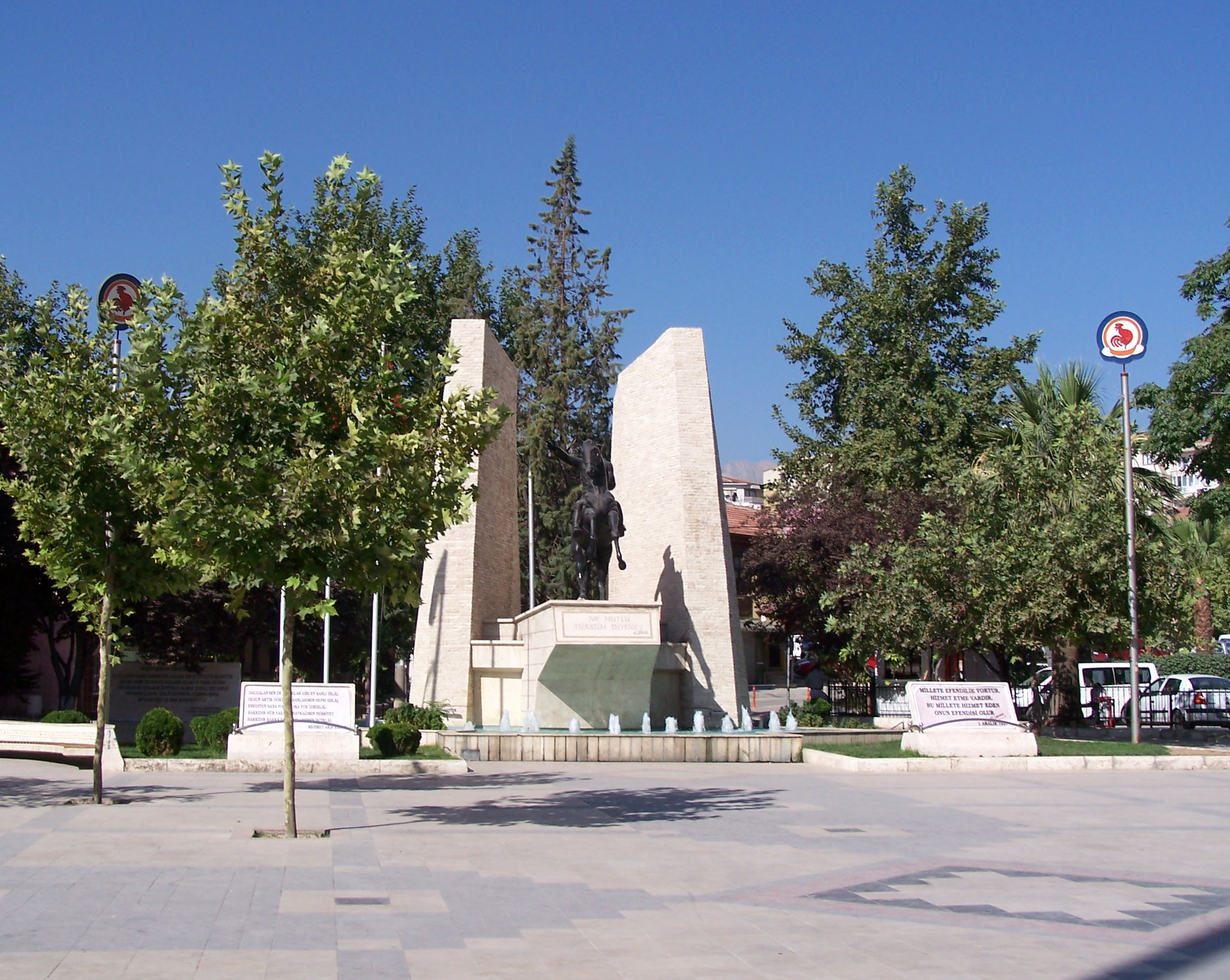
Estátua de Atatürk numa praça de Denizli

O principal atrativo da região de Denizli são as suas abundantes fontes termais de variados tipos, com destaque para a de  Pamukkale, um dos ícones turísticos da Turquia, situada numa encosta coberta de minerais. Além de Pamukkale são também muito populares as termas de águas vermelhas de Karahayıt. Ambos os locais se encontram na área de Sarayköy. Existem também fontes termais nos distritos de Akköy (Gölemezli), Buldan (Yenicekent) e Çardak, mas nesses locais as infraestruturas turísticas são deficientes.
Os sítios histórico-arqueológicos mais importantes da região são as ruínas das cidades greco-romanas de Hierápolis, em Pamukkale, e de Laodiceia no Lico, junto da aldeia de Eskihisar. A primeira está classificada como Património Mundial pela UNESCO e a segunda era a metrópole da província romana da Frígia Pacaciana. De referir ainda as ruínas de Colossas, situadas 16 km a oeste de Denizli, nos arredores de Honaz.

## Cultura
O símbolo de Denizli é um galo  duma raça que é o orgulho da população local. Essa raça é conhecida sobretudo pela duração do seu canto. O galo dá nome a uma famosa türkü (canção popular turca) chamada Denizli horozları (os galos de Denizli). O galo é considerado um símbolo da sinergia entre a cidade e o ambiente em que se insere.

## Cidade gémeas

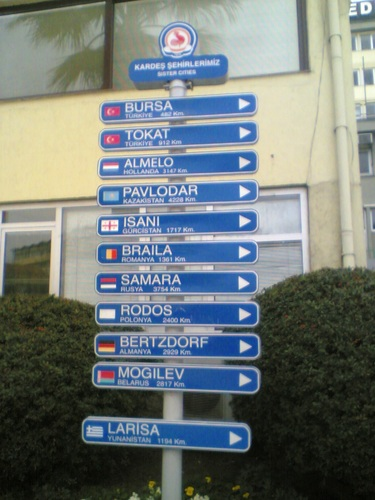
Tabuletas com os nomes das cidades geminadas com Denizli

Denizli está geminada com as seguintes cidades:
| Betzdorf (Alemanha) Mahilou (Bielorrússia) Pavlodar (Cazaquistão) Isani (Tiblíssi) (Geórgia) Larissa (Grécia) Rodes (Grécia) |  | Almelo (Países Baixos) Brăila (Roménia) Samara (Rússia) Bursa (Turquia), desde 1988 Tocate (Turquia) |